# Baobab (programari)
Baobab és un analitzador gràfic d'usatge dels discs per a l'escriptori GNOME. Forma part de GnomeUtils. El seu nom prové de l'arbre baobab, ja que mostra l'ús del disc en forma de diagrames d'arbre.